# Formule economice (economia afacerilor)

## Investiții

### O investiție (metoda statică)
- Calculul câștigului: {\displaystyle {\overline {G}}={\overline {d}}-CC}

{\displaystyle {\overline {G}}} = Câștigul mediu anual

{\displaystyle {\overline {d}}} = Surplusul mediu al vânzărilor

CC=Costul capacității
- Calculul rentabilității: {\displaystyle R={\frac {{\overline {d}}-{\frac {a_{0}}{n}}}{\frac {a_{0}}{2}}}}

{\displaystyle a_{0}}=Cheltuiala necesară la momentul t=0

R=Rentabilitatea

{\displaystyle {\frac {a_{0}}{n}}}=Amortizarea

{\displaystyle {\frac {a_{0}}{2}}}=Capitalul mediu

n=Durata investiției
- Calculul amortizării:{\displaystyle t_{A}={\frac {a_{0}}{\overline {d}}}}

{\displaystyle t_{A}}=Durata amortizării

### O investiție (metoda dinamică)
- Valoarea actuală a lichidității unei serii de plăți: 
{\displaystyle VLP=d_{1}(1+i)^{-1}+d_{2}(1+i)^{-2}+...+d_{n}(1+i)^{-n}}

Pentru o serie de plăți uniformă:{\displaystyle d=d_{1}=d_{2}=...=d_{n}=d\cdot \sum _{t=1}^{n}(1+i)^{-t}}
- Costul capacității:{\displaystyle CC=a_{0}\cdot {\frac {(1+i)^{n}\cdot i}{(1+i)^{n}-1}}}

- Metoda valorii capitalului:

- Valoarea capitalului:{\displaystyle C_{0}=CC-a_{0}=-a_{0}+\sum _{t=1}^{n}d_{t}(1+i)^{-t}}

Pentru o serie de plăți uniformă:{\displaystyle d=d_{1}=d_{2}=...=d_{n}=-a_{0}+d\cdot \sum _{t=1}^{n}(1+i)^{-t}}
Pentru {\displaystyle C_{0}>0} investiția este rentabilă
- Metoda anuității: {\displaystyle A=C_{0}{\frac {(1+i)^{n}\cdot i}{(1+i)^{n}-1}}}

{\displaystyle A_{0}} = Anuitate

{\displaystyle C_{0}} = Mărimea creditului

{\displaystyle i} = Rata anuală a dobânzii

{\displaystyle n} - Numărul de ani de rambursare

Anuitate = amortisment + dobândă
Pentru o serie de plăți uniformă:{\displaystyle d=d_{1}=d_{2}=...=d_{n}=d-CC}
Pentru {\displaystyle C_{0}>0} investiția este rentabilă

### Mai multe investiții(metoda statică)
- Compararea costurilor

{\displaystyle C_{A}=c_{v_{A}}\cdot x+CC_{A}-F_{A}>=<C_{A}=c_{v_{B}}\cdot x+CC_{B}-F_{B}=C_{B}}
{\displaystyle C_{A}} =Costurile totale ale investiției A

{\displaystyle c_{v_{A}}} =Costurile variabile pe bucată ale investiției A

{\displaystyle x} =Cantitatea produsă

{\displaystyle F_{A}} =Costuri fixe ale investiției A
- Compararea câștigului

{\displaystyle G_{A}=(p_{A}-c_{v_{A}})\cdot x-CC_{A}-F_{A}>=<(p_{B}-c_{v_{B}})\cdot x-CC_{B}-F_{B}=G_{B}}

{\displaystyle G_{A}} = Câștigul investiției A

{\displaystyle p_{A}} = Prețul de vânzare al produsului obținut în urma investiției A
- Compararea rentabilității

{\displaystyle R_{A}={\frac {(p_{A}-c_{v_{A}})\cdot x-CC_{A}-F_{A}}{\frac {a_{0_{A}}}{2}}}>=<{\frac {(p_{B}-c_{v_{B}})\cdot x-CC_{B}-F_{B}}{\frac {a_{0_{B}}}{2}}}=R_{B}}

### Perioada optimală de folosință
- Valoarea maximă a capitalului:

{\displaystyle C_{n,0}=-a_{0}+\sum _{t=1}^{n}d_{t}(1+i)^{-t}+L_{n}(1+i)^{-n}}, pentru toți {\displaystyle n=1,2,3...,n_{max}}
{\displaystyle n_{opt}} se află acolo unde {\displaystyle C_{n,0}} este maxim.

{\displaystyle n}=Perioada de folosință
- Câștigul marginal:{\displaystyle d_{n}-(L_{n-1}-L_{n})-L_{n-1}\cdot i\geq 0}, pentru toți {\displaystyle n=1,2,3...,n_{opt}}

{\displaystyle L_{n}}=Suma obținută în cazul lichidării

{\displaystyle n_{opt}} este atins atunci când: {\displaystyle d_{n_{opt}}-(L_{n_{opt}-1}-L_{n_{opt}})-L_{n_{opt}-1}\cdot i<0}

## Finanțare

### Regula de aur a finanțării
Regula 1:1: {\displaystyle {\frac {CP}{CS}}\geq 1}
Regula 2:1: {\displaystyle {\frac {CP}{CS}}\geq 2}
Regula de aur a bilanțului: {\displaystyle {\frac {CP+CS}{CF}}\geq 1}
- - {\displaystyle CP} = capital propriu
  - {\displaystyle CS} = Capital străin
  - {\displaystyle CT} = Capital total
  - {\displaystyle G} = Câștig
  - {\displaystyle CF} = Capital fix
  - {\displaystyle CM} = Capital mobil
  - {\displaystyle i} = Rata dobanzii capitalului străin

### Rentabilități
Rentabilitatea capitalului propriu:{\displaystyle r_{CP}={\frac {G_{net}}{CP}}={\frac {G_{brut}-CSi}{CP}}}
Rentabilitatea capitalului străin:{\displaystyle r_{CS}={\frac {G_{brut}}{CT}}={\frac {G_{net}+CSi}{CP+CS}}}

### Efectul Laverage
{\displaystyle r_{CP}=r_{CT}+(r_{CT}-i){\frac {CS}{CP}}}
{\displaystyle {\frac {CS}{CP}}}=Gradul de îndatorare

### Valoarea dreptului de cumpărare a acțiunilor noi
- - {\displaystyle K_{v}} = Cursul acțiunii vechi
  - {\displaystyle K_{n}} = Cursul acțiunii noi
  - {\displaystyle {\frac {v}{n}}} = Relația de cumpărare (pentru v acțiuni vechi pot fi cumpărate n acțiuni noi)

Cursul mixt:{\displaystyle M={\frac {vK_{v}+nK_{n}}{v+n}}}
Valoarea dreptului de cumpărare (DC): {\displaystyle DC=K_{v}-M={\frac {K_{v}-K_{n}}{{\frac {v}{n}}+1}}}

## Producție

### Tipuri de salariu
- Salariul pe o perioadă de timp: {\displaystyle l=S{\frac {l}{q}}} sau {\displaystyle l=St}
  - {\displaystyle S} = Salariul pe oră
  - {\displaystyle S_{0}} = Salariul tarifar, pe oră
  - {\displaystyle S_{A}} =Salariul în acord, pe oră
  - {\displaystyle q} = Intensitate
  - {\displaystyle q_{0}} = Performanță normală în cazul salariului în acord
  - {\displaystyle l} = Rata salariului
  - {\displaystyle t} = Timpul necesar pentru producerea unei bucăți
  - {\displaystyle t_{0}} = Plata pe bucată în caz de acord

- Salariul pe munca în acord:
  - Rata standard de acord: {\displaystyle RSA=S_{0}(l+\beta )}
  - Salariul în acord cu timpul de realizare:  {\displaystyle S_{A}(q)=S_{0}(l+\beta )t_{0}q}
  - Salariul în acord cu plata pe bucată: {\displaystyle S_{A}(q)=l_{0}q={\frac {S_{0}(l+\beta )}{q_{0}}}q}

### Cantitatea optimă de comandat (cu costuri minimale)
Densitatea comenzilor dintr-o perioadă: {\displaystyle {\frac {X}{q}}}

Costurile comenzilor dintr-o perioadă: {\displaystyle {\frac {X}{q}}A}

Costurile de stocare dintr-o perioadă:{\displaystyle {\frac {q}{2}}c_{1}}

Costurile totale ale comenzilor: {\displaystyle C_{(}q)={\frac {X}{q}}A+{\frac {q}{2}}c_{1}}

Cantitatea optimă comandată: {\displaystyle q_{opt}={\sqrt {\frac {2XA}{c_{1}}}}}
- {\displaystyle A} = Costuri fixe pe comandă
- {\displaystyle X} = Necesarul de material dintr-o perioadă
- {\displaystyle c_{1}} = Costurile de stocare în funcție de cantitate și perioadă
- {\displaystyle q} = Cantitatea comandată
- {\displaystyle C} = Costurile totale ale comenzilor dintr-o perioadă

### Funcțiile de producție
- Funcția Cobb-Douglas {\displaystyle Q=aX_{1}^{b}X_{2}^{c}}
  - {\displaystyle Q} = Output
  - {\displaystyle X_{1}}, {\displaystyle X_{2}} = Inputuri
  - {\displaystyle a}, {\displaystyle b} și {\displaystyle c} = constante determinate de tehnologie

- Funcția de producție de tip A:

{\displaystyle x=f(r_{1},r_{2})}
- - {\displaystyle {\frac {x}{r_{i}}}} productivitatea factorului {\displaystyle i}
  - {\displaystyle {\frac {\delta x}{\delta r_{i}}}} productivitatea marginală a factorului {\displaystyle i}
  - {\displaystyle dx={\frac {\delta x}{r_{1}}}dr_{1}+{\frac {\delta x}{r_{2}}}dr_{2}} produsul marginal total
  - {\displaystyle {r_{1}}=f({\overline {x}},r_{2})} respectiv {\displaystyle {r_{2}}=f({\overline {x}},r_{1})} isocuantele
  - {\displaystyle {\frac {dr_{1}}{dr_{2}}}\leq 0} respectiv {\displaystyle {\frac {dr_{2}}{dr_{1}}}\geq 0} rata marginală de substituție a factorilor
  - {\displaystyle {\frac {dr_{1}}{dr_{2}}}=-{\frac {\frac {\delta x}{\delta r_{2}}}{\frac {\delta x}{\delta r_{1}}}}} respectiv   {\displaystyle {\frac {dr_{2}}{dr_{1}}}=-{\frac {\frac {\delta x}{\delta r_{1}}}{\frac {\delta x}{\delta r_{2}}}}}
  - {\displaystyle \beta _{i}={\frac {r_{i}}{x}}} coeficientul de producție

- Funcția de producție de tip B (limitațională):

- - Consumul factorului de producție {\displaystyle i} raportat la performanță:

{\displaystyle {\frac {r_{i}}{b}}=f_{i}({\overline {z}}_{1},{\overline {z}}_{2},...,{\overline {z}}_{n},d)}

{\displaystyle {\frac {r_{i}}{b}}=f_{i}(d)}
- - Pentru mai multe agregate:

{\displaystyle {\frac {r_{i,j}}{b_{j}}}=f_{i,j}(d_{j})}

{\displaystyle {\overline {b}}_{j}=\varphi (x)}

{\displaystyle r_{i,j}}=Consumul factorului de producție {\displaystyle i} cu agregatul {\displaystyle j}
- - Funcția de producție:

{\displaystyle r_{i,j}=f_{i,j}(d_{j})\varphi (x)},
deoarece {\displaystyle b_{j}=d_{j}t_{j}}

și {\displaystyle d_{j}={\frac {b_{j}}{t_{j}}}={\frac {\varphi _{j}(x)}{t_{j}}}}
{\displaystyle d_{j}}=Intensitatea agregatului {\displaystyle j}

{\displaystyle b_{j}}=Performanță

### Mărimea optimă a cantității de mărfuri (cu costuri minimale)
- Densitatea impusă într-o perioadă: {\displaystyle {\frac {X}{q}}}
- Costurile impuse într-o perioadă:{\displaystyle {\frac {X}{q}}A}
- Costurile de depozitare și din dobânzi într-o perioadă:{\displaystyle {\frac {q}{2}}(c_{1}+i)}

{\displaystyle C_{(}q)={\frac {X}{q}}A+{\frac {q}{2}}(c_{1}+i)}

- Mărimea optimă a cantității de mărfuri:{\displaystyle q_{opt}={\sqrt {\frac {2XA}{(c_{1}+i)}}}}

### Teoria costurilor
Termeni
- Costuri totale {\displaystyle C(x)=C_{v}(x)+C_{f}}
- Costuri marginale {\displaystyle C'={\frac {dC{x}}{dx}}={\frac {dC_{v}{x}}{dx}}}
- Costuri totale pe bucată (medii) {\displaystyle c(x)={\frac {C{x}}{x}}={\frac {C_{v}{x}}{x}}+{\frac {C_{f}}{x}}}
- Costuri variabile pe bucată {\displaystyle c_{v}(x)={\frac {C_{v}{x}}{x}}}
- Costuri fixe pe bucată {\displaystyle c_{f}(x)={\frac {C_{f}}{x}}}

## Vânzări

### Elasticități
Elasticitatea directă (a cererii)
{\displaystyle \eta _{x,p}={\frac {\partial x}{\partial p}}\cdot {\frac {p}{x}}}
{\displaystyle \eta _{x,p}=0} cerere perfect inelastică

{\displaystyle \eta _{x,p}>1} cerere elastică

{\displaystyle \eta _{x,p}=1} cerere unitar-elastică

{\displaystyle \eta _{x,p}<1} cerere inelastică

{\displaystyle \eta _{x,p}=\infty } cerere perfect elastică

{\displaystyle \eta _{x,p}>0} efectul Snob
Elasticitatea indirectă (în cruce)
{\displaystyle \eta _{x_{i},p_{j}}={\frac {\partial x_{i}}{\partial p_{j}}}\cdot {\frac {p_{j}}{x_{i}}},i\neq j}
{\displaystyle \eta _{x_{i},p_{j}}>0} substitute

{\displaystyle \eta _{x_{i},p_{j}}<0} complemente
Elasticitatea venitului
{\displaystyle \eta _{x,r}={\frac {\partial x}{\partial r}}\cdot {\frac {r}{x}}}

### Formarea prețului
- Monopolul ofertei
  - Funcția preț-vânzări: {\displaystyle p(x)=a-b\cdot x}
  - Funcția de venit: {\displaystyle R(x)=p(x)\cdot x=(a-b\cdot x)\cdot x}
- {\displaystyle p(x)}=Prețul în funcție de cantitate
- {\displaystyle x}=Cantitate
- {\displaystyle R(x)}=Câștig (Revenue)
  - Funcția de profit: {\displaystyle \pi \ =R(x)-C(x)=(p\cdot x)-C(x)=\pi \ =(p\cdot x)-(AVC\cdot x)-F}

- {\displaystyle \pi } = Profit
- {\displaystyle p(x)} = Prețul în funcție de cantitate
- {\displaystyle x} = Cantitate
- {\displaystyle AVC} = costurile variabile medii
- {\displaystyle MC} = costurile marginale
- {\displaystyle F} = costurile fixe totale
  - Relația Amoroso-Robinson: {\displaystyle {\frac {\partial R}{\partial x_{i}}}=p_{i}\cdot \left(1-{\frac {1}{\left|\eta _{x_{i}p}\right|}}\right)}
  - Indexul Lerner (măsoară puterea pieței): {\displaystyle {p-MC \over p}=-{1 \over \eta _{x_{i}p}}}

- {\displaystyle \partial E/\partial x_{i}} Venitul marginal
- {\displaystyle x_{i}} Bunul economic
- {\displaystyle p_{i}} Prețul bunului economic
- {\displaystyle \eta _{x_{i}p}} Elasticitatea prețului cererii

- Concurență perfectă
  - Funcția de venit: {\displaystyle R=p\cdot x}
  - Venitul marginal: {\displaystyle MR=p}
  - Profitul marginal: {\displaystyle \pi \ '=R'-C'=p-C'}
  - Profitul maximal: {\displaystyle \pi \ '=p-C'=0}

### Pragul de câștig (prag de rentabilitate)
Breakeven point (punctul în care costurile sunt acoperite): {\displaystyle \pi \ =R-C=0}
Breakeven quantity (cantitate critică de venit): {\displaystyle {x={\frac {C_{f}}{p-c_{v}}}}}

- {\displaystyle x}=Cantitate
- {\displaystyle c_{v}} = costurile pe bucată, variabile
- {\displaystyle C_{f}} = costurile fixe, totale
- {\displaystyle p}= Prețul pe bucată (x)